# Девятая
«Девятая» — российский фильм ужасов режиссёра Николая Хомерики. В главной роли: Евгений Цыганов. Выход в широкий прокат состоялся 7 ноября 2019 года.

## Сюжет
Петербург конца XIX века охвачен массовым увлечением оккультными науками и эзотерикой. Британка-медиум Оливия Рид приезжает в столицу Российской империи с гастролями и собирает на своих публичных спиритических сеансах толпы людей. В это время в городе происходит серия ритуальных загадочных убийств. На улицах похищают девушек, их изувеченные тела находят в самых разных концах города. Расследованием занимаются молодой полицейский офицер Ростов и его помощник Ганин. С каждой новой жертвой дело становится все запутаннее. Подозрение приводит Ростова к Оливии, и он решает обратиться к ней в надежде, что ее подлинная или мнимая способность вызывать духов погибших может помочь выйти на след убийцы.

## В ролях
- Евгений Цыганов — Сергей Константинович Ростов, следователь
- Дэйзи Хэд — Оливия Рид, англичанка-медиум
- Дмитрий Лысенков — Фёдор Ильич Ганин
- Юрий Колокольников — Василий Петрович Голицын
- Джонатан Солвей — Джеймс Рид
- Игорь Черневич — врач-патологоанатом
- Евгений Ткачук — Павлуша «Покойник»
- Вилен Бабичев — слуга Джеймса
- Иван Решетняк — «Суслик», полицейский осведомитель
- Дмитрий Поднозов — часовых дел мастер
- Анатолий Горин — тюремщик